# Puya fosteriana
Puya fosteriana là một loài thực vật có hoa trong họ Bromeliaceae. Loài này được L.B.Sm. miêu tả khoa học đầu tiên năm 1950. Chúng là loài đặc hữu của Bolovia.